# Zone négative
La Zone négative (« The Negative Zone » en VO) est une dimension parallèle de fiction présente dans l'univers Marvel de la maison d’édition Marvel Comics. Créée par le scénariste Stan Lee et le dessinateur Jack Kirby, cette dimension est évoquée pour la première fois dans le comic book Fantastic Four (vol. 1) #51 en juin 1966.
Cet univers parallèle est décrit dans plusieurs publications Marvel, les plus fréquentes étant les séries Fantastic Four et Captain Marvel.

## Description

### Origines et découverte
La Zone négative est une dimension parallèle à la notre, constituée d'antimatière et au sein de laquelle les propriétés physiques de l'univers traditionnel Marvel (la Terre-616) ne s'appliquent pas. Elle possède une atmosphère respirable et un vortex, situé en son centre, constitue un puits de gravité mortel. Au sein de la Zone négative, le temps s’écoule différemment par rapport à celui de la Terre.
C'est le scientifique Red Richards (Mr Fantastique) qui découvrit la Zone négative, en parvenant pour la première fois à ouvrir depuis son laboratoire au Baxter Building (l'immeuble et le QG des Quatre Fantastiques) un passage dimensionnel vers celle-ci.
Par la suite, plusieurs portails dimensionnels vers la Zone négative furent créés sur Terre, successivement par CLOC de Sentry, l’ordinateur FAUST, les Éternels, le Dr Wilson Ramos (depuis décédé), le Sorcier, Genetech Inc., la Corporation Janus et par un projet du continent d'Atlantis.
Depuis, les deux seuls portails connus et permanents menant à la Zone négative sont celui situé au Baxter Building et celui (composé de plusieurs entrées) qui mène vers la prison récemment construite en Zone négative, appelée la « Zone 42 ».

### Visiteurs notables
Plusieurs super-héros Marvel, dont Captain Mar-Vell (avec Rick Jones) et Red Richards (avec les Quatre Fantastiques) ont visité cet univers étrange. On ignore cependant par quel mécanisme les personnages survivent au sein de la Zone négative, étant donné qu'elle est constituée d'antimatière.
Dans l'histoire Spider-Man : Crise d'identité, quand le héros Spider-Man visita la Zone négative, il acquit un nouveau costume — un costume noir complet qui se confond avec les ténèbres — pour devenir un nouveau super-héros, Dusk. Quand il retrouva son identité de Spider-Man, Parker fut remplacé en tant que Dusk par Cassie St. Commons (en).
Cletus Kasady (Carnage) visita également la Zone négative et en ramena un Symbiote dupliqué de Carnage, dont l'original avait été absorbé par Venom.

### Civil War
Dans Civil War, c'est dans la Zone négative qu'est construite la Prison Alpha (Projet 42), destinée à contenir les super-humains réfractaires à la loi sur l'enregistrement des super-héros, par l'équipe de Tony Stark et de Red Richards.

## Quelques habitants notables
Liste non exhaustive.
- Annihilus (planète Arthros, Secteur 17-A)[3]
- Blastaar (planète Baluur, secteur 56-D)[3]
- Occulus (emprisonné par Red Richards)
- Stygorr The Nightlord (ennemi des Quatre Fantastiques)[3],[4],[5]
- Syphonn[3]
- Catastrophus[3]

## Version alternative
Dans l'univers Ultimate, l'équivalent de la Zone négative s’appelle la « N-zone ».